# Кузькин, Андрей Александрович
Андрей Александрович Кузькин (1979, Москва) — российский художник. Известен своими перфомансами, акциями, инсталляциями и скульптурами из хлеба. 

## Биография
Андрей Кузькин родился в 1979 году в Москве. 
В 2001 году окончил Московский государственный университет печати по специальности «Художественное и техническое оформление печатной продукции».
Живёт и работает в Москве.
C 2006 года Кузькин участвует в художественных выставках. В 2009 году начал сотрудничество с Открытой галереей (Москва).
В 2010 году делает проект для «Stella Art Foundation» «Герои левитации» — инсталляцию из слепленных из хлеба четырехметровых человеческих фигур, стоящих и сидящих в неловких нерешительных позах. Позднее проект демонстрировался в Турине и Венеции на выставке «Мождерникон».
Летом 2010 года Кузькин показал на 6-й Берлинской Биеннале современного искусства видеозапись перформанса «Противостояние» и перформанс «Все, что есть — то мое». В последнем он пролежал четыре с лишним часа в стеклянном «саркофаге», покрытый с ног до головы латинскими диагнозами болезней различной тяжести, угрожающих человеку в течение жизни.
В том же году Кузькин участвует ещё в одном крупном проекте — выставке «Русские Утопии» в «Гараже», где он выставляет объект под названием «Один или тайная жизнь».
В 2011 в Открытой Галерее Кузькин начал проект «Все впереди»: сложил абсолютно всё имущество в 58 металлических коробов и заварил, после чего переоделся в майку, джинсы и кеды, купленные на рынке. Вскрытие коробов назначено через 29 лет.
Другой растянутый во времени проект — повторяющийся перформанс «Явление природы».
Кузькин вовлекает в свои проекты совершенно неожиданных людей: на Красноярской Биеннале он привлекал в свой проект заключённых, на выставке «Пристальный взгляд меняет объект разглядывания», проходившей в рамках параллельной программы 4-й Московской Биеннале в Открытой галерее в работе «Случайные люди», он заставлял позировать гастарбайтеров, причём и после того, как портрет уже был написан.
В 2017, 2018 годах вошёл в Российский инвестиционный художественный рейтинг 49ART, представляющий выдающихся современных художников в возрасте до 50 лет.
Работы художника находятся в коллекциях Центра Помпиду, Национального музея Гданьска, Государственной Третьяковской галереи, Московского музея современного искусства, Архива музея современного искусства «Гараж», Stella Art Foundation, BREUS foundation.

## Персональные выставки
- 2023 — жить забыть жить забыть, галерея Anna Nova, Санкт-Петербург, Россия[9][10][11]
- 2023 — Le temps de la guerre, Art Now Projects, Женева, Швейцария[12]
- 2023 — Time of War, KÁZNICE, Брно, Чехия[13]
- 2023 — A. Kuzkin was there, Hus Gallery, Париж, Франция[14]
- 2021 — Что это? — Времянка[15], ЦТИ Фабрика, Москва, Россия
- 2019 — Молельщики и герои, ЦТИ Фабрика, Москва, Россия
- 2019 — Дар забвения или формула пустого мира[16], ЦТИ Фабрика, Москва, Россия
- 2016 — Право на жизнь[17], Московский музей современного искусства, Москва, Россия
- 2015 — Привязанности[18], Х.Л.А.М., Воронеж, Россия
- 2013 — Мир[19], Триумф, Москва, Россия
- 2012 — Выставка удивительных вещей, Random, Москва, Россия
- 2011 — Остатки, галерея Anna Nova, Санкт-Петербург, Россия
- 2011 — Действия непреодолимой силы (совм. с О. Кузькиным). Открытая галерея, Москва, Россия
- 2011 — Все впереди!, Открытая галерея, Москва[20], Россия
- 2010 — 7 WORKS BY ANDREY KUZKIN, Matthew Bown Gallery, Берлин, Германия
- 2010 — Герои левитации. Stella Art Foundation, Москва, Россия
- 2009 — ЖЗН. Галерея «АРТСтрелка-projects», Москва, Россия
- 2008 — Земля (совм. с Хаимом Соколом). Stella Art Foundation, Москва, Россия
- 2006 — Про-верю (совм. с Хаимом Соколом, Типография «Оригинал», Хохловский переулок, 7, Москва

## Групповые выставки
- 2012 — «Шоссе Энтузиастов». Дворец Каза деи Тре Очи, Венеция[21]
- 2012 — «Апокалипсис и Возрождение в Шоколадном доме». Шоколадный дом, Киев[22].
- 2012 — «Génération P». Мэрия города Ле-Кремлен-Бисетр (под Парижем).
- 2011 — «Вкл. Выкл.», «Артхаус», Москва[23].
- 2011 — «Модерникон». Дворец Каза деи Тре Очи, Венеция[24][25].
- 2010 — «Модерникон». Фонд Сандретто Ре Ребауденго, Турин[26][27].
- 2010 — «Проверка на прочность». XL-галерея, в рамках биеннале «Стой! Кто идёт?», «Винзавод», Москва[28].
- 2009 — «Европейская мастерская». ЦДХ, Москва[29][30]
- 2009 — «Русский леттризм». ЦДХ, Москва.

## Премии, награды
- 2021 — Лауреат премии в области современного искусства имени Кандинского в номинации «Проект года» за проект «Молельщики и герои»[31]
- 2017 — Лауреат государственной премии в области современного искусства «Инновация» в номинации «Книга года» за книгу «Право жизнь»[32]
- 2016 — Лауреат премии в области современного искусства имени Кандинского за проект «Право жизнь» [33]
- 2011 — Гран-при Красноярской IX музейной биеннале «Во глубине»
- 2011 — Лауреат премии «Соратник»[34]
- 2010 — Лауреат премии «Соратник»[35]
- 2009 — Лауреат премии «Соратник»[36]
- 2008 — Лауреат государственной премии в области современного искусства «Инновация» в номинации «Проект года»